# یوگینی سوکولوف
یوگینی سوکولوف (انگلیسی: Evgeny Sokolov؛ زادهٔ ۱۱ ژوئن ۱۹۸۴) دوچرخه‌سوار اهل روسیه است.
از باشگاه‌هایی که در آن بازی کرده‌است می‌توان به دلکو–مارسی پوونس کی‌تی‌ام و تیم دوچرخه‌سواری دیرکت انرژی اشاره کرد.